# Gerard Piera i Piera
Gerard Piera i Piera (també anomenat Guerau i Grau) 
(Les Corts de Sarrià, 1831- Barcelona, 28 de març de 1906) Va néixer al municipi de les Corts, fruit del matrimoni entre Bru Piera i Vidal (1804-1896) i Maria Anna Piera i Castelló, va ser el germà petit de sis fills. Anomenat de vegades Gerard, també era conegut pels sobrenoms de Guelardo o Galardo. Arrendatari, com a masover, de l'heretat Sòl de Baix, propietat de la família Comas i Masferrer, Guerau Piera va ser home de confiança de Josep Comas i Masferrer, industrial i polític que va arribar a ser president de la Diputació i senador per Barcelona.
Va ser el darrer alcalde del poble de les Corts des del 1871 al 1897. Com a regidor de l'Ajuntament de les Corts, va substituir interinament, l'any 1871, l'alcalde, el qual, per motius personals, va haver de deixar la població. Quan era alcalde provisional, es van convocar noves eleccions municipals el 1872, i com que el seu antecessor havia deixat de residir a la població, ell va ser escollit alcalde. Sembla que Guerau Piera va ser un bon gestor i una persona estimada entre els seus veïns, els quals l'anaren reelegint encara que se'l considerés com l'home de palla de Josep de Comas i Masferrer, en una etapa del segle xix prou convulsa, amb canvis constants de govern, revoltes, aldarulls, la proclamació de la primera República, la Restauració borbònica, etc. Eren temps en els quals s'havia de fer mans i mànigues per tirar endavant. El seu mandat va extingir-se el 20 d'abril de 1897, quan la reina regent Maria Cristina de Borbó-Dues Sicílies va signar el decret d'annexió dels diferents pobles del pla —entre els quals les Corts— a Barcelona. Casat amb Mercè Serra i Compte el 15 de febrer de 1859, va tenir vuit fills. Va morir el 28 de març de 1906.